# Axioma paralelelor
Axioma paralelelor a fost enunțată în antichitate de către gânditorul Euclid, în cartea sa Elementele, fiind cea de-a cincea și ultima axiomă dată de autor la începutul lucrării. Importanța ei probabil că era evidentă și pentru Euclid, pentru că primele 28 de propoziții pe care le prezintă pot fi demonstrate și fără ea. Astăzi, geometria care nu respectă axiomele lui Euclid se numește  „neeuclidiană”, iar cea care nu respectă axioma paralelelor (dar le respectă pe celelalte) se numește „absolută”. Consecințe ale acestei axiome sunt congruența laturilor și unghiurilor opuse într-un paralelogram.
Încercările de demonstrare a acestei axiome erau criticate de Aristotel. De-a lungul a 2000 de ani încercările de a demonstra acest rezultat au dus la un pas foarte mare în înțelegerea caracteristicilor matematicii ca sistem deductiv.

## Enunț
Două drepte tăiate de o secantă se întâlnesc de acea parte a secantei pentru care suma unghiurilor interne de aceeași parte a secantei e mai mică decât suma a două unghiuri drepte.

## Alte enunțuri echivalente
Anumite proprietăți ale geometriei plane sunt echivalente cu această axiomă, adică pot fi demonstrate într-un sistem în care ea este valabilă, iar dacă una dintre aceste proprietăți este presupusă ca axiomă a unui sistem, atunci în acel sistem este valabilă axioma lui Euclid.
Cea mai cunoscută axiomă echivalentă este a lui John Playfair:

Printr-un punct exterior unei drepte trece exact o paralelă la dreapta dată.

Este posibil ca Euclid să nu fi ales această exprimare pentru că nu specifică și cum se construiește dreapta paralelă cu cea dată, ori la grecii antici un obiect (geometric) nu putea să existe dacă nu se cunoștea o metodă de a-l construi.
Iată unele dintre exprimările echivalente axiomei lui Euclid:
1. Suma unghiurilor unui triunghi este 180°.
2. Există un triunghi a cărui sumă a unghiurilor este 180°.
3. Suma unghiurilor oricărui triunghi este aceeași.
4. Există o pereche de triunghiuri asemenea, dar care nu sunt congruente.
5. Orice triunghi poate fi circumscris.
6. Dacă trei unghiuri ale unui patrulater sunt drepte, al patrulea este de asemenea drept.
7. Există un patrulater cu toate unghiurile drepte.
8. Există o pereche de drepte care sunt la distanță constantă.
9. Două drepte paralele cu o a treia sunt paralele între ele.
10. Oricare ar fi două drepte paralele, o dreaptă care intersectează una dintre ele o intersectează și pe a doua.
11. Într-un triunghi dreptunghic suma pătratelor catetelor este egală cu pătratul ipotenuzei (Teorema lui Pitagora).
12. Nu există o limită superioară pentru aria unui triunghi.[1]

Aceste enunțuri par evidente, și multe așa-zise demonstrații ale axiomei lui Euclid le-au folosit (în mod eronat). Totuși, acelea care folosesc conceptul de paralelism nu mai sunt atât de evidente dacă se face diferența între cele trei definiții folosite în mod obișnuit pentru paralelism: distanță constantă, lipsa unui punct de intersecție sau unghiuri egale la intersecția cu o a treia dreaptă - de fapt chiar echivalența acestor afirmații este un sinonim pentru axioma lui Euclid.